# Явірник Небилецький
Явірник Небилецький (пол. Jawornik) — село в Польщі, у гміні Небилець Стрижівського повіту Підкарпатського воєводства.
Населення — 1202 особи (2011).

## Етнографія
Лінгвісти зараховували жителів даної місцевості до замішанців — проміжної групи між лемками і надсянцями.

## Історія
Українці-грекокатолики села поступово зазнавали процесів латинізації та подальшої полонізації. Вони належали до парафії Близенька Короснянського деканату.
Після Другої світової війни село опинилось на теренах ПНР.
У 1975-1998 роках село належало до Ряшівського воєводства.

## Демографія
Демографічна структура станом на 31 березня 2011 року:
|          | Загалом | Допрацездатний вік | Працездатний вік | Постпрацездатний вік |
| -------- | ------- | ------------------ | ---------------- | -------------------- |
| Чоловіки | 562     | 121                | 372              | 69                   |
| Жінки    | 640     | 144                | 348              | 148                  |
| Разом    | 1202    | 265                | 720              | 217                  |